# Сколекс
Сколекс (латински: scolex) се нарича най-предната част на панделковидните червеи, наречени още цестоди. Цестодите са предимно паразитни червеи, чиято възрастна форма паразитира в храносмилателната система, залавяйки се за чревната лигавица. Сколексът условно може да се приеме за главичката на червея. Той има сферична, крушовидна или кубична форма. Притежава четири мускулни образувания, наречени смукала или вендузи с кръгла, овална или елипсовидна форма. При някои от видовете смукалата са снабдени допълнително и с хитинени кукички, разположени по ръбовете им или по цялата повърхност. Вендузите и кукичките служат за залавяне към лигавицата на червата, в които червеят паразитира. На най-предния край на сколекса се намира хоботче, наречено ростелум. То представляма мускулесто образувание с изразена подвижност. Хоботчето също е въоръжено с един или няколко реда кукички.